# Боргетто-д'Аррошія
Боргетто-д'Аррошія, Борґетто-д'Аррошія (італ. Borghetto d'Arroscia) — муніципалітет в Італії, у регіоні Лігурія, провінція Імперія.
Боргетто-д'Аррошія розташоване на відстані близько 440 км на північний захід від Рима, 90 км на південний захід від Генуї, 19 км на північ від Імперії.
Населення — 472 особи (2014).

## Демографія
Населення за роками:

Станом на 1 січня 2023 року в муніципалітеті офіційно проживали 43 іноземці з 12 країн, серед них 10 громадян країн Євросоюзу та 4 громадяни України.

## Сусідні муніципалітети
- Акуїла-ді-Аррошія
- Капрауна
- Казанова-Лерроне
- П'єве-ді-Теко
- Ранцо
- Вессаліко